# Джоузеф Смит
Джоузеф Смит (на английски: Joseph Smith, Jr.) е американски религиозен водач, основател на Църквата на Исус Христос на светиите от последните дни и по този начин на мормонското движение.
Историята е, че на 21 септември 1823 година е получил пророческо видение, в което ангел на име Морони му показал древен текст върху златни плочи, заровен някъде. Този ангел му се явявал и в по-късни години. На 22 септември 1827 година е получил тези златни плочи от Морони със заповед да ги преведе с Божията помощ и с камъните урим и тумим на английски език. Джоузеф Смит и Оливър Каудъри разказват, че им се е явил и Йоан Кръстител и ги ръкоположил за Аароновото свещеничество.
Като малък е имал инфекция на крака и без ампутация щял да умре. Дават му лек с алкохол, но той отказва да пие. С молитви и експериментален метод лекарят успява да спаси Джоузеф без да се налага ампутация. Той израства в бедно семейство и не е бил по-образован от оснокласник. Чел е много Библията и е бил заинтересован за света и за смисъла на живота. На 14 години той бил заобиколен от всякакви християнски деноминации на протестанти и прочее. Той ходил на много от тях, но не знаел към коя да се присъедини. Той избягал в гората и коленичил да се моли. Тогава получил Първото видение. Исус Христос и небесният Отец се явили пред него и му казали, че всяка Църква греши и че ще трябва да слуша Исус какво му казва, за да възстанови изгубената власт. Никой не му вярвал за случката и всички му се подигравали. Но на 21, след като изровил плочите, той заедно с неговия приятел Оливър Каудъри превели какво пишело на тях, като Джоузеф диктувал чрез Откровение от Духа, а Оливър записвал. През 1830, била издадена Книгата на Мормон и той започнал да я разпространява, за да каже какво има този древен летопис. С финансовата помощ от баптист, който се обърнал във вяра заради чудно излекуване на крака му от мисионери, Мартин Харис, един от тримата свидетели на Книгата на Мормон, в началото на 1830 година преводът на златните плочи е отпечатан в тираж от 5000 екземпляра в Палмира, щата Ню Йорк и е публикуван на 26 март. На 6 април 1830 година Смит основава заедно с още шест членове Църквата на Исус Христос на светиите от последните дни.
Между 1844 г. Джоузеф получил Откровение, с което го знаят много хора днес – полигамията. Било му казано от Бог, че трябвало в даден период да се практикува полигамия. Мнозина невярващи в словата му го хулят именно за това.
Джоузеф Смит прекарва времето от декември 1838 до април 1839 г. в затвора в Либърти (Мисури) по обвинение в държавна измяна.
През 1839 година той се установява като търговец и гостилничар в град Нову, Илинойс. Градът получава от щата Илинойс самоуправление и Джоузеф става кмет, установявайки града Навуу, което на иврит означава – красиво място; и е провъзгласен за генерал-лейтенант на основаната от него милиция.
От 1842 Смит е член на Навуу Лодж (Илинойс), една от многото нерегулярни масонски ложи по онова време. Оттам идват предположенията, че той е интегрирал масонски ритуали в храмовата служба.
През 1844 г. Джоузеф Смит се кандидатира за президент на САЩ, но не успява да го изберат и тогава той казва „никой праведен човек няма да изберат за президент на Щатите“.
Като кмет Смит и общинските съветници на града издействат на 10 юни 1844 г. унищожаването на печатната преса на вестник Навуу Експозитърс, който в своето първо и последно издание критикува Църквата и преди всичко Джоузеф Смит за неприлично поведение, свързано с полигамията и го нарича фалшив пророк. Това става повод за неговото арестуване по заповед на губернатора Томас Форд.
На 27 юни 1844 г. Джоузеф Смит е застрелян в затвора от тълпа хора. С това става първият кандидат за президент, който е убит по време на предизборната борба.